# 日尔穆捷
日尔穆捷（法語：Giremoutiers，法語發音：[ʒiʁmutje] ⓘ）是法国塞纳-马恩省的一个市镇，属于莫城区。

## 地理
日尔穆捷（48°50'34"N, 3°1'45"E）面积6.01 平方千米，位于法国法蘭西島大區塞纳-马恩省，该省份为法国北部内陆省份，北起瓦兹省，西接埃松省、马恩河谷省、塞纳-圣但尼省和瓦兹河谷省，南至卢瓦雷省，东南接约讷省，东临马恩省和奥布省，东北接埃纳省。
与日尔穆捷接壤的市镇（或旧市镇、城区）包括：皮埃尔勒韦、波默斯、欧努瓦、拉欧特迈松、茹阿爾、布里地区迈松塞勒、穆鲁。

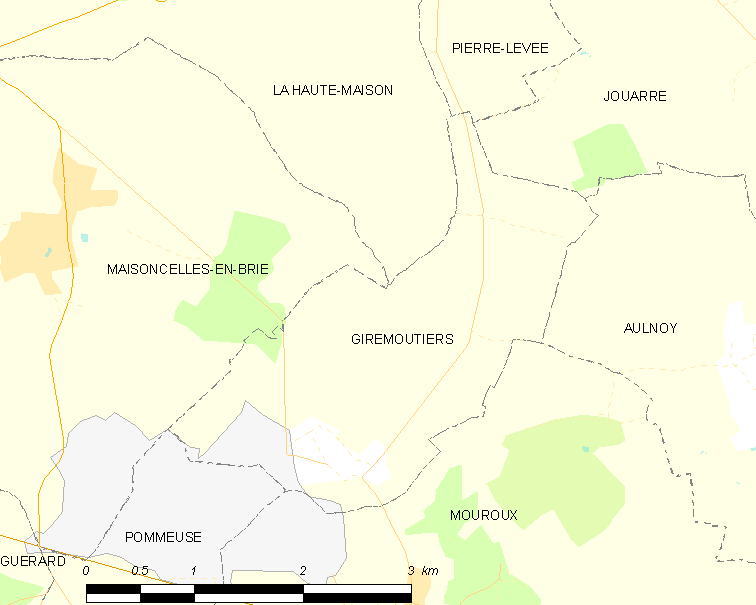
日尔穆捷的OSM定位图

日尔穆捷的时区为UTC+01:00、UTC+02:00（夏令时）。

## 行政
日尔穆捷的邮政编码为77120，INSEE市镇编码为77206。

## 政治
日尔穆捷所属的省级选区为库洛米耶县。

## 人口

1962-2008年间日尔穆捷人口变化图示

日尔穆捷于2022年1月1日时的人口数量为186人。